# Anthocharis scolymus
Anthocharis scolymus är en fjärilsart som beskrevs av Butler 1866. Anthocharis scolymus ingår i släktet Anthocharis och familjen vitfjärilar. Inga underarter finns listade i Catalogue of Life.

## Bildgalleri

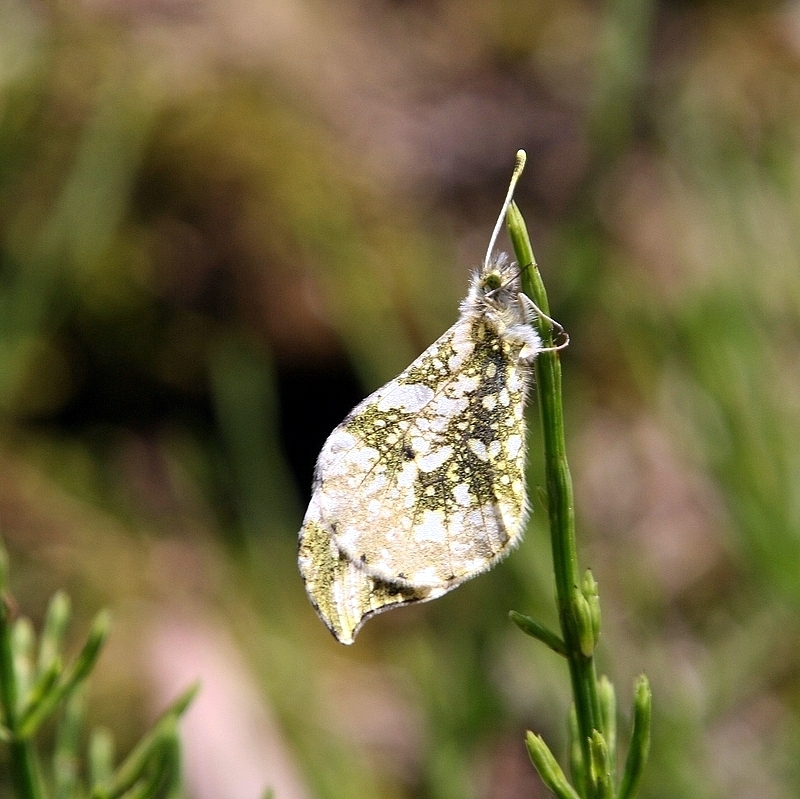
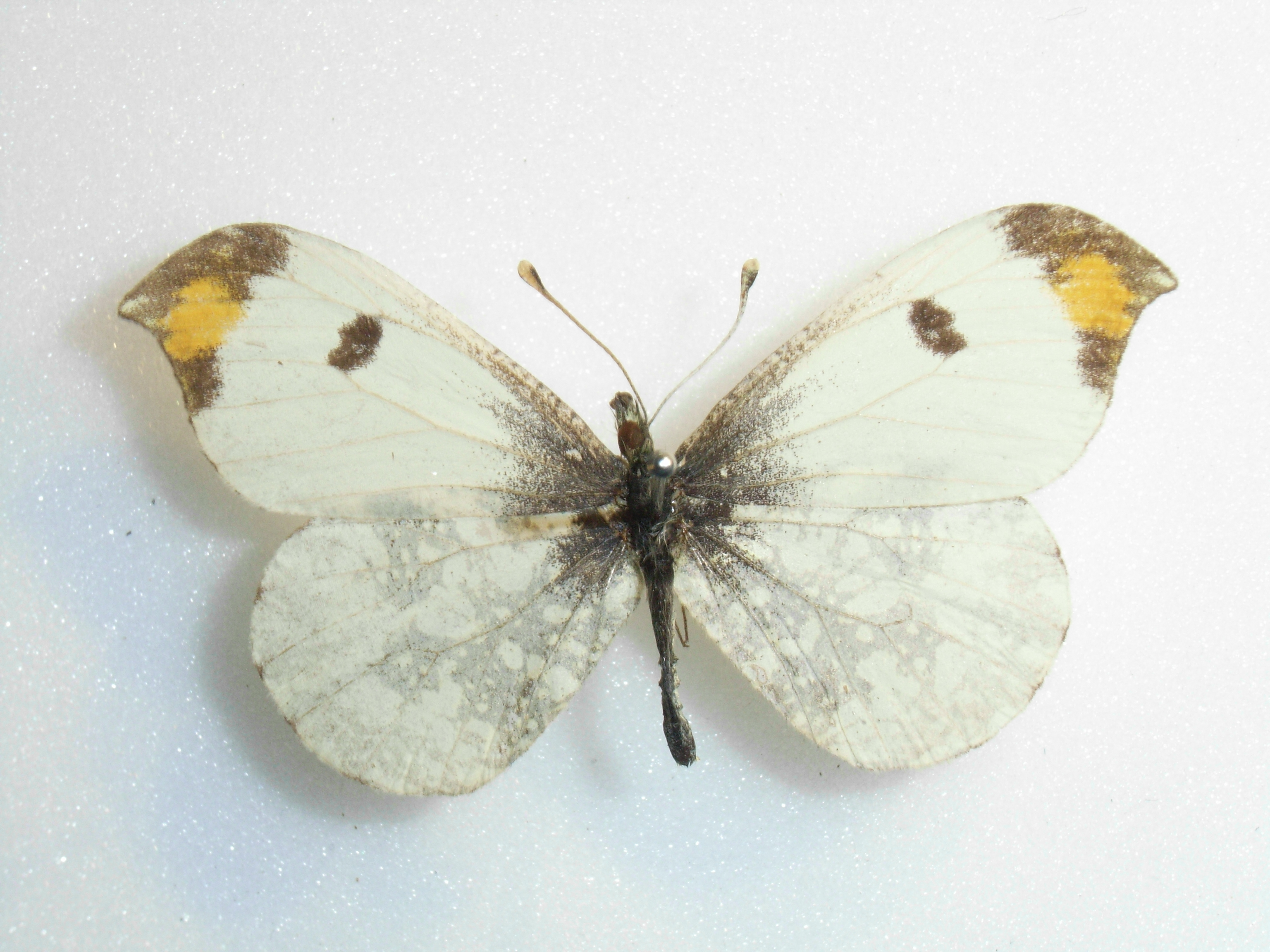
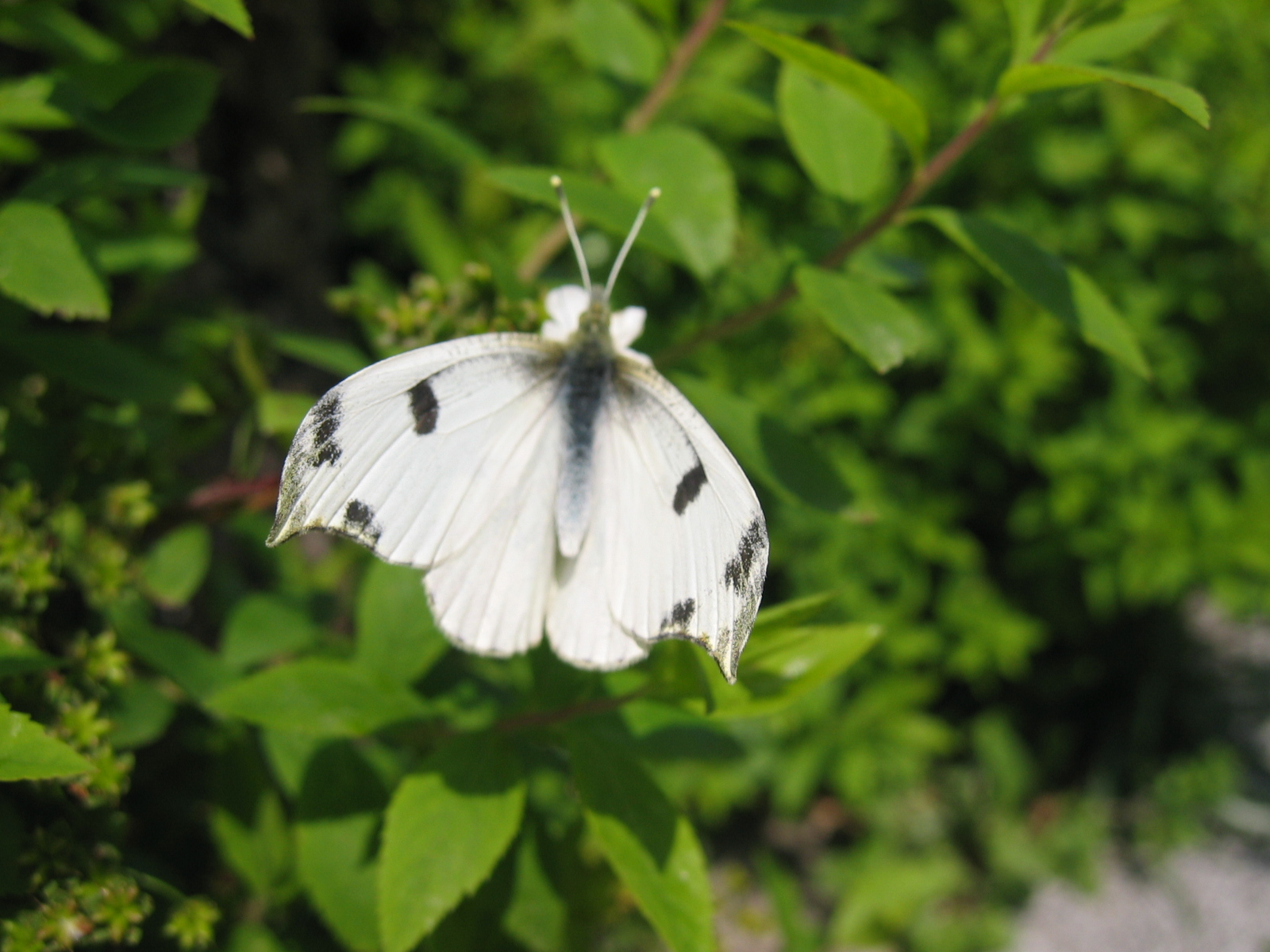